# Вино на празднике Святого Мартина
«Вино на празднике Святого Мартина» (нидерл. De Wijn van het Sint-Maartensfeest) — самая большая из известных на данный момент картина Питера Брейгеля Старшего. Картина была написана в 1565 году, на данный момент находится в собрании музея Прадо, где в 2010 году подтвердили принадлежность картины кисти Брейгеля.
На картине изображена сцена из крестьянской жизни — празднование дня Святого Мартина, отмечаемый 11 ноября, на котором по традиции люди пробуют первое вино урожая этого сезона.
«Вино на празднике Святого Мартина» — одна из немногих уцелевших работ, выполненных на льне. К моменту реставрации в начале 2000-х годов состояние картины оставляло желать лучшего, в том числе, это связано с хрупкостью техники и материала, проблемного для долгого хранения.
В 2010 году специалисты музея Прадо подтвердили подлинность и авторство картины, исследование рентгеном позволило обнаружить фрагменты подписи Брейгеля; ранее музей приобрёл картину за меньшую сумму, чем она могла бы быть при наличии подтверждённого авторства. Сюжет картины соответствует задокументированному описанию работы, хранившейся в особняке рода Гонзага в начале XVII века, тем не менее, подтвердить это наверняка нельзя; так, в Музее истории искусств в Вене находится похожая картина, изображающая празднование дня Святого Мартина. Существует документальное подтверждение того, что картина находилась в коллекции IX Герцога Мединасели Луиса Франсиско де ла Серда и Арагона.